# جويس كوب
جويس كوب (بالإنجليزية: Joyce Cobb)‏ هي مغنية مؤلفة ومغنية وكاتبة غنائية وملحنة أمريكية، ولدت في 2 يونيو 1945 في أوكمولغي في الولايات المتحدة.

## وصلات خارجية
- جويس كوب على موقع ميوزك برينز (الإنجليزية)
- جويس كوب على موقع أول ميوزيك (الإنجليزية)
- جويس كوب على موقع ديسكوغز (الإنجليزية)